# Henryk Dudek (ur. 1896)
Henryk Dudek (ur. 7 lub 9 września 1896, zm. ?) – inżynier, podpułkownik artylerii Wojska Polskiego, kawaler Orderu Virtuti Militari.

## Życiorys
Urodził się 7 lub 9 września 1896. Był synem Jakuba. Przed 1914 ukończył gimnazjum. Po wybuchu I wojny światowej wstąpił do Legionów Polskich. Służył jako wachmistrz w 2 pułku ułanów. Po kryzysie przysięgowym służył w Polskim Korpusie Posiłkowym. Po bitwie pod Rarańczą z połowy lutego 1918 był internowany w Synowódzku.
Po odzyskaniu przez Polskę niepodległości został przyjęty do Wojska Polskiego. Brał udział w wojnie polsko-bolszewickiej w szeregach 7 pułku artylerii polowej. Za swoje czyny wojenne otrzymał Order Virtuti Militari. Ukończył studia z tytułem inżyniera. 3 maja 1922 roku został zweryfikowany w stopniu porucznika ze starszeństwem z dniem 1 czerwca 1919 roku i 106. lokatą w korpusie oficerów artylerii, a jego oddziałem macierzystym był 3 pułk artylerii ciężkiej. Następnie pełnił służbę w 7 pap w Częstochowie. 31 marca 1924 roku został mianowany kapitanem ze starszeństwem z dniem 1 lipca 1923 roku i 76. lokatą w korpusie oficerów artylerii. Jako oficerem tej jednostki na przełomie lat 20. i 30. był przydzielony do Wołyńskiej Szkoły Podchorążych Rezerwy Artylerii we Włodzimierzu Wołyńskim. W trakcie kursów tej szkoły wojskowej był oficerem, a następnie dowódcą I baterii szkolnej podczas III Kursu (1928-1929) oraz dowódcą 8 baterii artylerii polowej podczas V Kursu (1930-1931). 2 grudnia 1930 roku został mianowany majorem ze starszeństwem z dniem 1 stycznia 1931 roku i 35. lokatą w korpusie oficerów artylerii. W latach 30. został awansowany do stopnia podpułkownika artylerii. 18 maja 1939 roku został przeniesiony do 10 Kaniowskiego pułku artylerii lekkiej w Łodzi na stanowisko kwatermistrza. W 1938 roku zajmowane przez niego stanowisko zostało przemianowane na stanowisko II zastępcy dowódcy pułku.
29 sierpnia 1939 roku, po przeprowadzeniu mobilizacji pułku, pozostał w garnizonie na stanowisku dowódcy Oddziału Zbierającego Nadwyżki. W nocy z 5 na 6 września 1939 roku ewakuował się ze swoim oddziałem do Warszawy, a następnie na wschód. 22 września w rejonie Małoryty dołączył do Zgrupowania „Brzoza”, w którym objął funkcję dowódcy artylerii. 26 września Zgrupowanie „Brzoza” zostało przeformowane w 50 Dywizję Piechoty. Do 27 września pełnił obowiązki dowódcy artylerii dywizyjnej. Przebywał w niewoli niemieckiej w oflagu IX B Weilburg, XI A Osterode oraz II C Woldenberg.

## Ordery i odznaczenia
- Krzyż Srebrny Orderu Wojskowego Virtuti Militari
- Złoty Krzyż Zasługi – 10 listopada 1938 „za zasługi w służbie wojskowej”[11]
- Krzyż Niepodległości[12]
- Krzyż Walecznych – dwukrotnie